# Massimo Taglialavore
Massimo Taglialavore (Mussomeli, 6 novembre 1940) è un politico italiano.
È stato sindaco di Caltanissetta tra il 1985 e il 1988.